# Američki kasač
Američki kasač ili standardbred američka je pasmina konja najpoznatija po svojoj sposobnosti nastupa u kasačkim utrkama. 
Razvijen u Sjevernoj Americi, američki kasač priznat je diljem svijeta, a pasmina svoje krvne loze može pratiti sve do engleskih konja iz 18. stoljeća. Oni su čvrsti, dobro građeni konji dobre naravi. Osim za kasačke utrke, američki kasač koristi se za razne konjičke aktivnosti, uključujući konjičke predstave i jahanje iz užitka, osobito na srednjem zapadu i istoku Sjedinjenih Američkih Država te u južnom Ontariju u Kanadi.
U 17. stoljeću u Americi su održane prve kasačke utrke, obično u poljima na osedlanim konjima. Sve do sredine 18. stoljeća utrke su se održavale na službenim stazama, a konji su bili zaprežni. Pasmine koje su doprinijele formiranju američkog kasača uključivale su kanadskoga konja, engleskoga punokrvnjaka, pasminu Morgan i dr.
Američki kasači općenito su mišićaviji i duži od engleskoga punokrvnjaka. Također su mirnije naravi, što pogoduje konjima čije utrke zahtijevaju više strategije i veće promjene brzine. Smatraju se ljudima orijentiranim konjima koji se lako dresiraju.
Općenito su nešto teže građe od engleskoga punokrvnjaka, ali imaju profinjene, snažne noge te snažna ramena i stražnje noge. Američki kasači imaju širok raspon visine, 142 do 173 cm, iako je većina između 152 do 163 cm. Najčešće su zlatne, smeđe ili crne boje, iako se mogu vidjeti i druge boje poput kestenjaste. Također se pojavljuju siva i tamno siva boja.
Sposobnost kasa ove pasmine povezana je s mutacijom u jednoj točki u genu DMRT3, koja se izražava u pododjelu I6 neurona leđne moždine; ovo područje je odgovorno za koordinaciju lokomotorne mreže koja kontrolira pokrete udova. Ova jednonukleotidna mutacija uzrokuje rano prekidanje gena kodiranjem zaustavnog kodona, čime se mijenja faktor transkripcije.

## Galerija
- Primjerak američkoga kasača.
- Američki kasač oko 1906. godine.
- Kobila i ždrijebe.
- Američki kasač u konjičkom sportu.